# Jostein Grindhaug
Jostein Grindhaug (Åkra, 20 febbraio 1973) è un allenatore di calcio ed ex calciatore norvegese, di ruolo difensore.

## Carriera

### Club
Grindhaug iniziò la carriera nell'Åkra e firmò per il Djerv nel 1990. Il Djerv retrocesse nel 1993 e Grindhaug sbagliò un calcio di rigore decisivo nell'ultima partita del campionato. Così, la squadra si fuse assieme ad altre in un nuovo club, lo Haugesund. Il difensore ebbe l'onore di siglare la prima rete in campionato della storia della nuova società e potendo debuttare anche nella Tippeligaen nel 1997.
Grindhaug giocò regolarmente fino all'estate del 1998, quando la sua carriera fu minata da alcuni infortuni alle ginocchia. In seguito a cinque interventi chirurgici, tornò al calcio giocato nell'inverno tra il 1999 ed il 2000. Sostenne dei provini con diversi club, rifiutando anche un'offerta proveniente dal Beijing Guoan, prima di infortunarsi nuovamente durante una partita amichevole disputata con la maglia dell'Umeå (anche qui in prova). Alla fine, riuscì ad accordarsi con il club di terza divisione norvegese del Nord. In seguito, tornò allo Haugesund dove rimase fino al 1º novembre 2007, anche se tormentato dagli infortuni fin da febbraio 2006. In totale, disputò duecentoventi incontri con la maglia dello Haugesund, realizzando anche quarantacinque reti: soltanto Arild Andersen riuscì a fare meglio.

### Allenatore
Prima dell'inizio dell'Adeccoligaen 2009, Grindhaug fu assunto come nuovo allenatore dello Haugesund, sostituendo Rune Skarsfjord che ottenne un posto nello staff di Steinar Nilsen al Brann.
In quella stagione, Grindhaug guidò il suo Haugesund alla vittoria in campionato e si guadagnò così la promozione nella Tippeligaen. Concluse la sua prima stagione nella massima divisione da allenatore con un sesto posto finale. Il 22 settembre 2015 rese nota la volontà di lasciare la guida tecnica dell'Haugesund al termine della stagione in corso, entrando nei quadri dirigenziali del club.
Il 24 gennaio 2019 ha fatto ufficialmente ritorno sulla panchina dell'Haugesund. Il 4 settembre 2023 ha rassegnato le proprie dimissioni.

## Palmarès

### Allenatore

#### Club
- Adeccoligaen: 1

Haugesund: 2009

#### Individuale
- Allenatore dell'anno del campionato norvegese: 1

2010